# Geometra herbacearia
Geometra herbacearia är en fjärilsart som beskrevs av Ménétriés 1859. Geometra herbacearia ingår i släktet Geometra och familjen mätare. Inga underarter finns listade i Catalogue of Life.